# Hechingen
Hechingen település Németországban, azon belül Baden-Württembergben. Lakosainak száma 19 475 fő (2023. december 31.). Hechingen Grosselfingen, Rangendingen, Bisingen, Albstadt, Jungingen és Burladingen községekkel határos.

## Fekvése
Reutlingentől délnyugatra fekvő település.

## Története

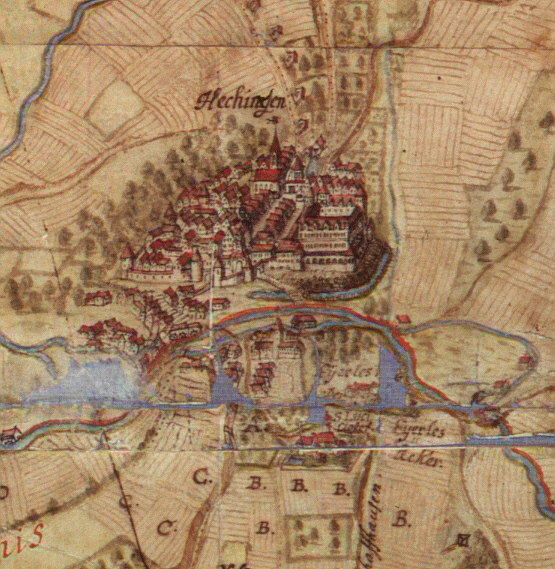

Hechingen a Hohenzollern-Hechingen hercegség egykori fővárosa, mely a 13. században népesedett be.
A város egykori alapítványi temploma (Stiftkirche St. Jakob) 1780-ban a francia Michel d’Ixnard tervei szerint épült klasszicista mestermű.
Az 1568-ban épült egykori ferences rendi kolostortemplom (St. Luzen) a késő reneszánsz egyik legjelentősebb dél-németországi munkája.

## Népesség
A település népessége az elmúlt években az alábbi módon változott:
| Lakosok száma | 300  | 7429 | 14 281 | 15 669 | 15 905 | 16 050 | 18 786 | 19 499 | 18 623 | 19 475 |
|               | 1434 | 1880 | 1961   | 1970   | 1978   | 1986   | 1994   | 2003   | 2011   | 2023   |

## Galéria

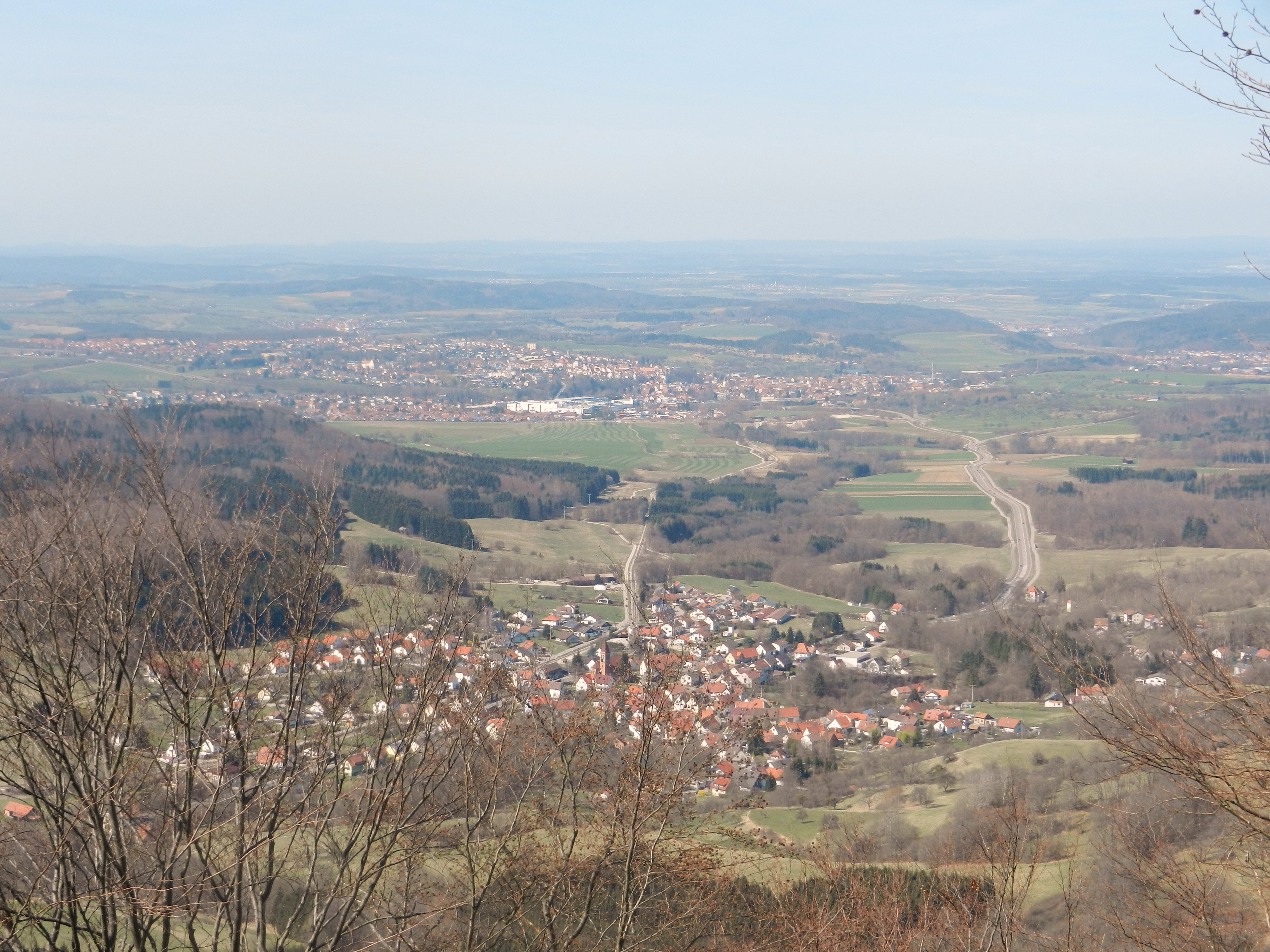
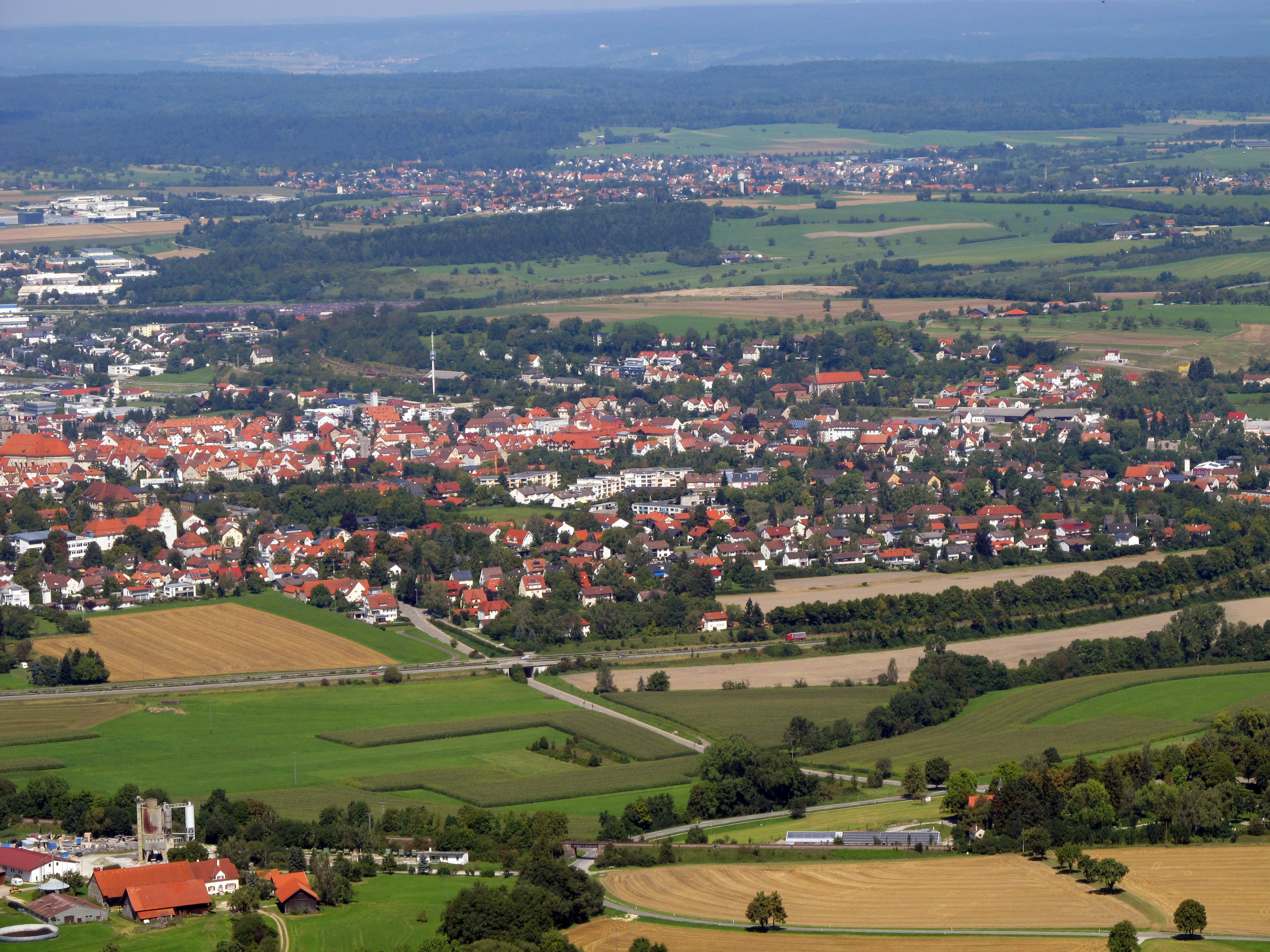
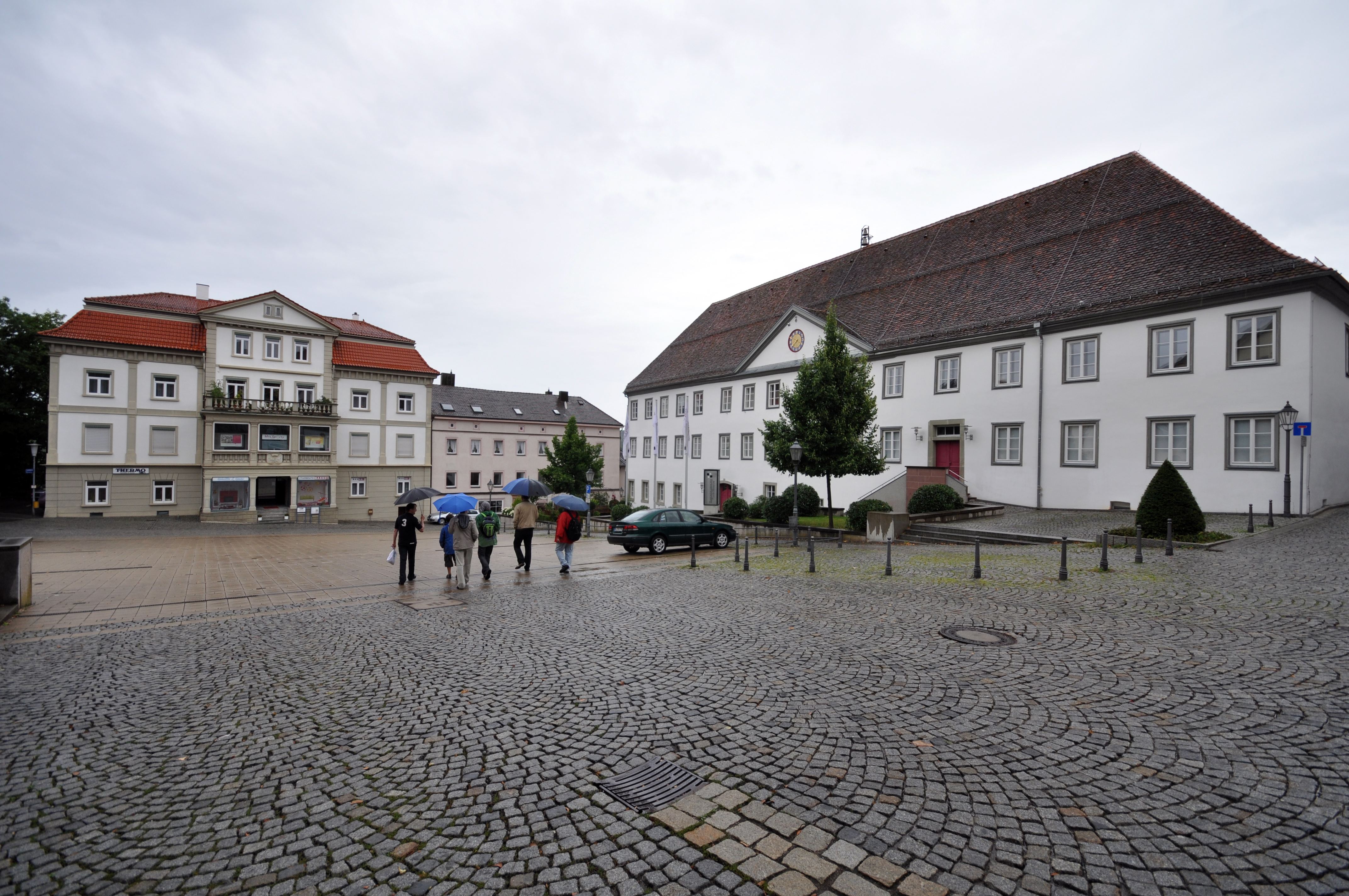
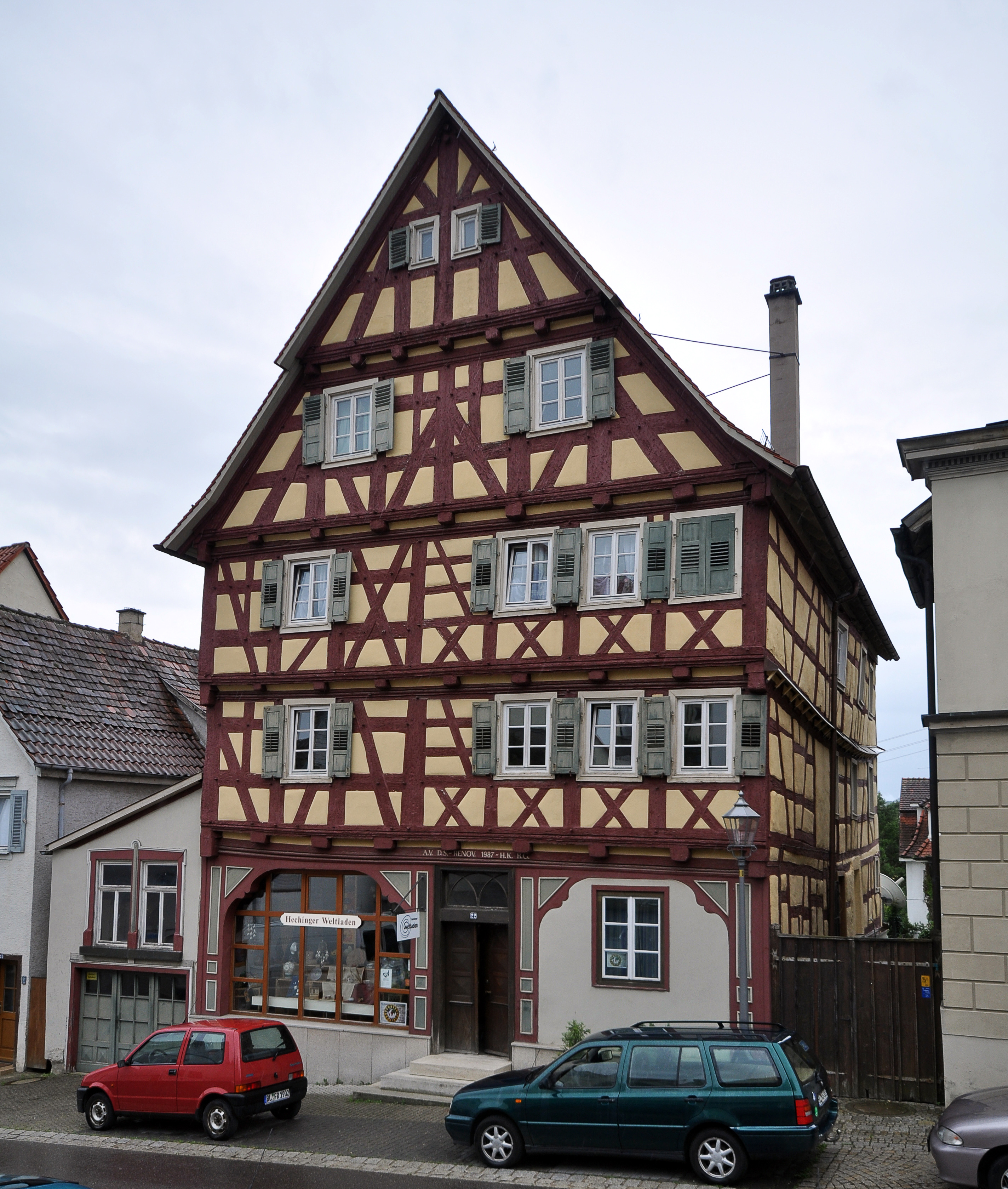
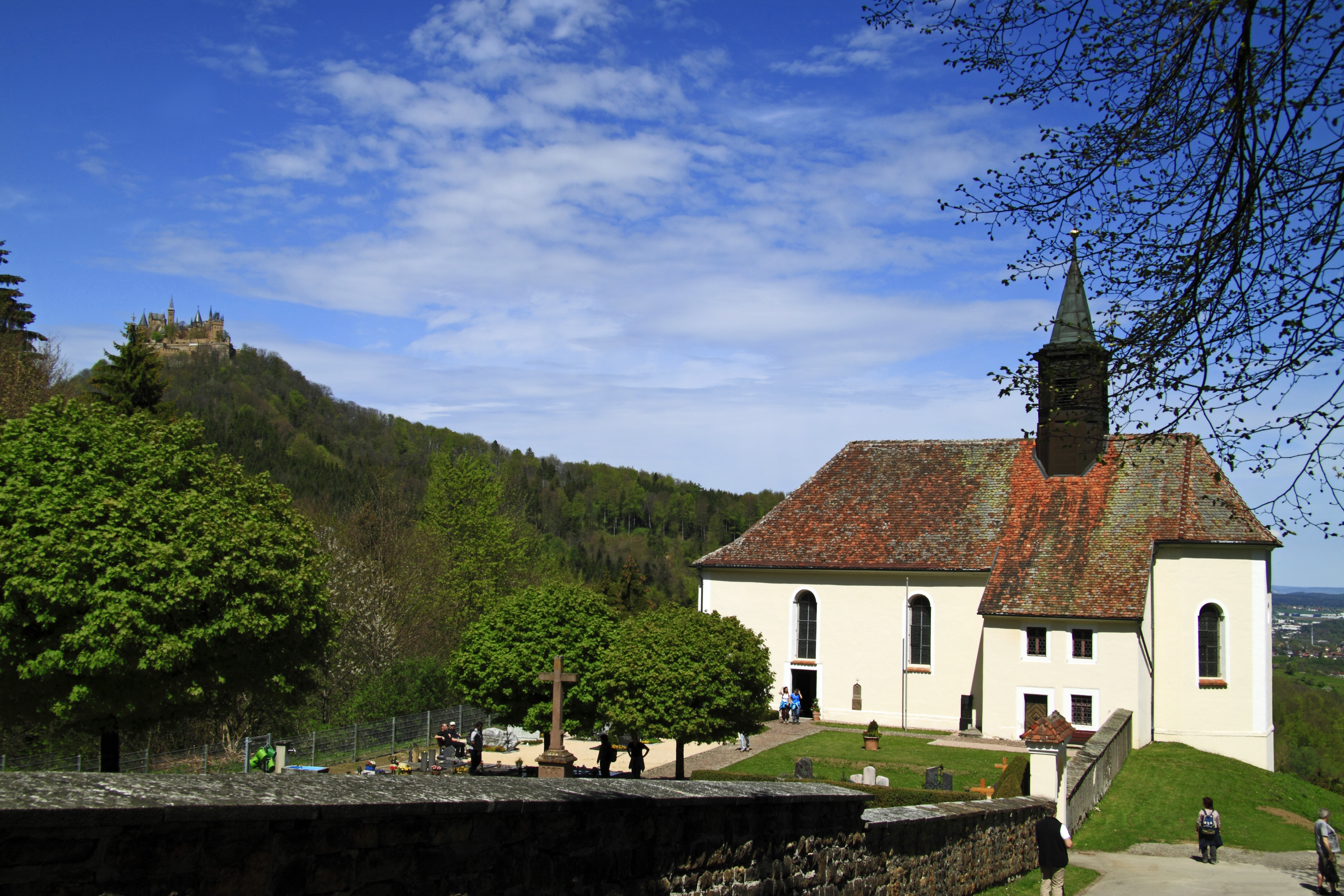
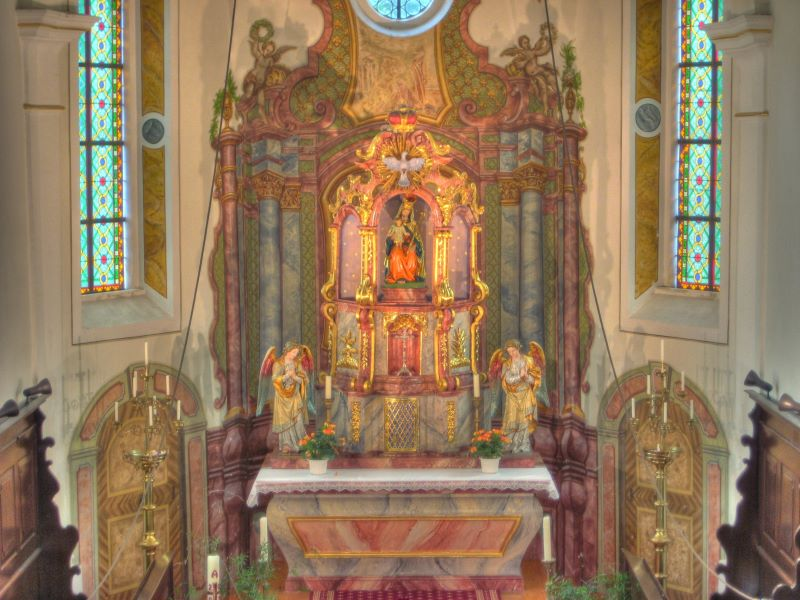
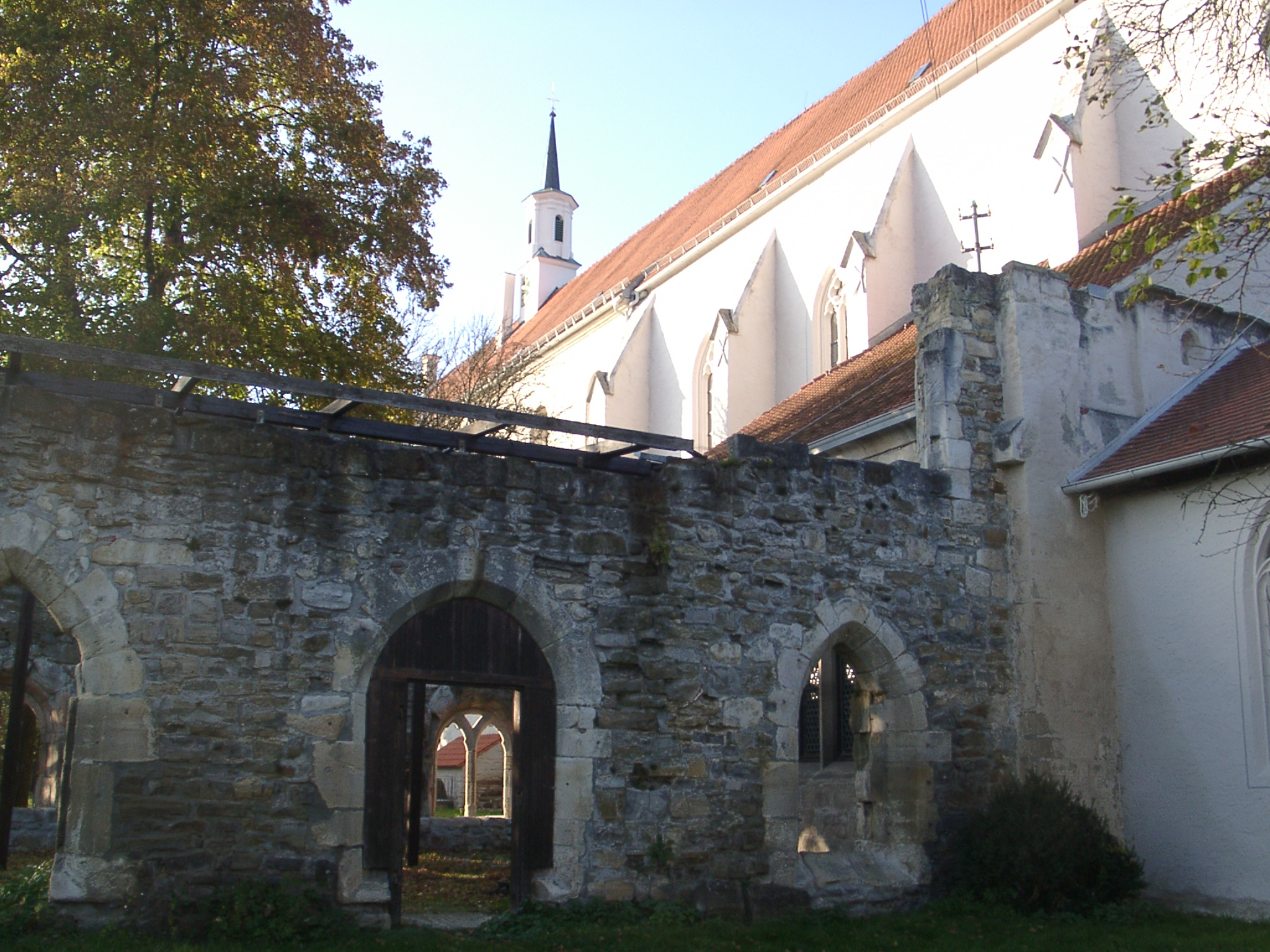
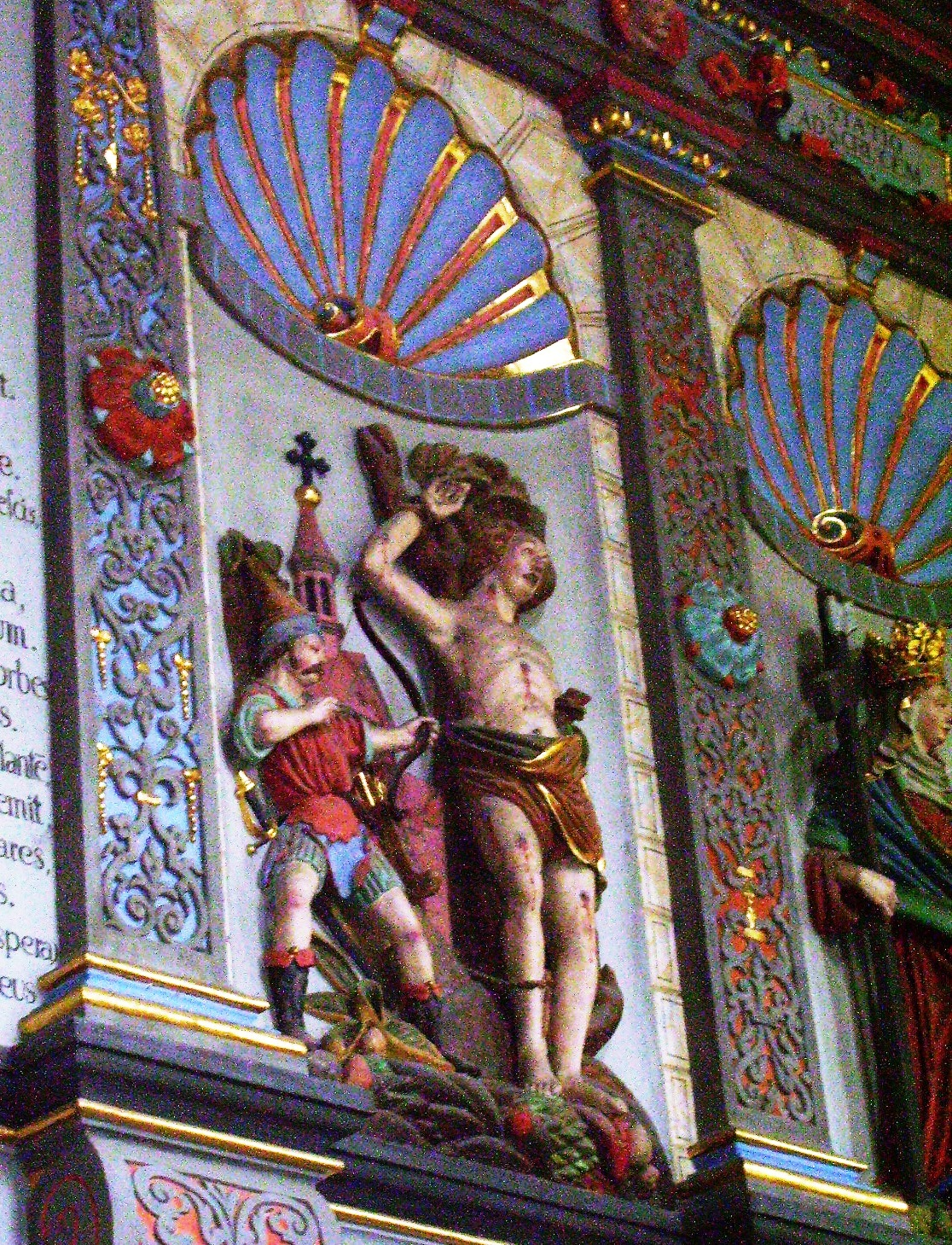
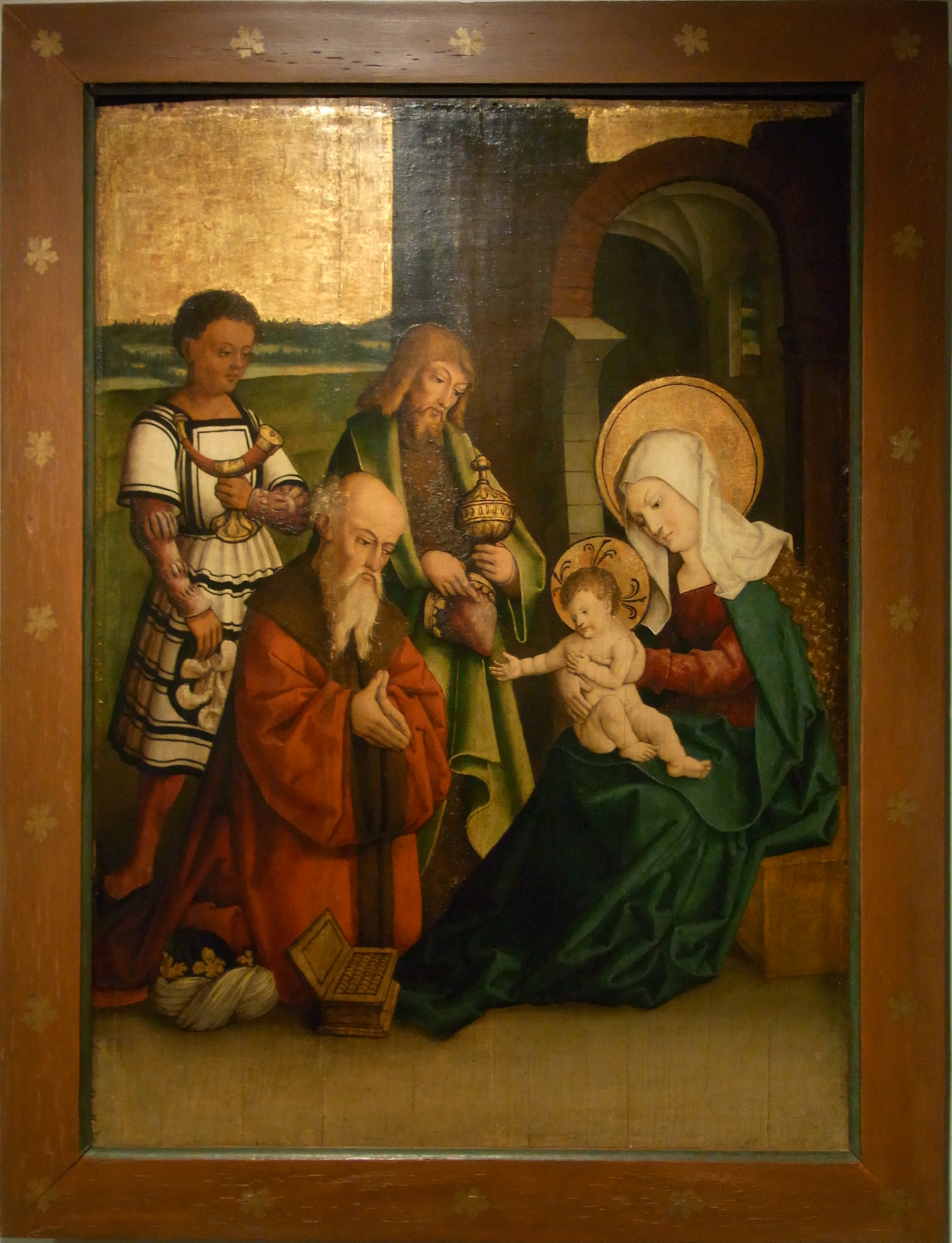
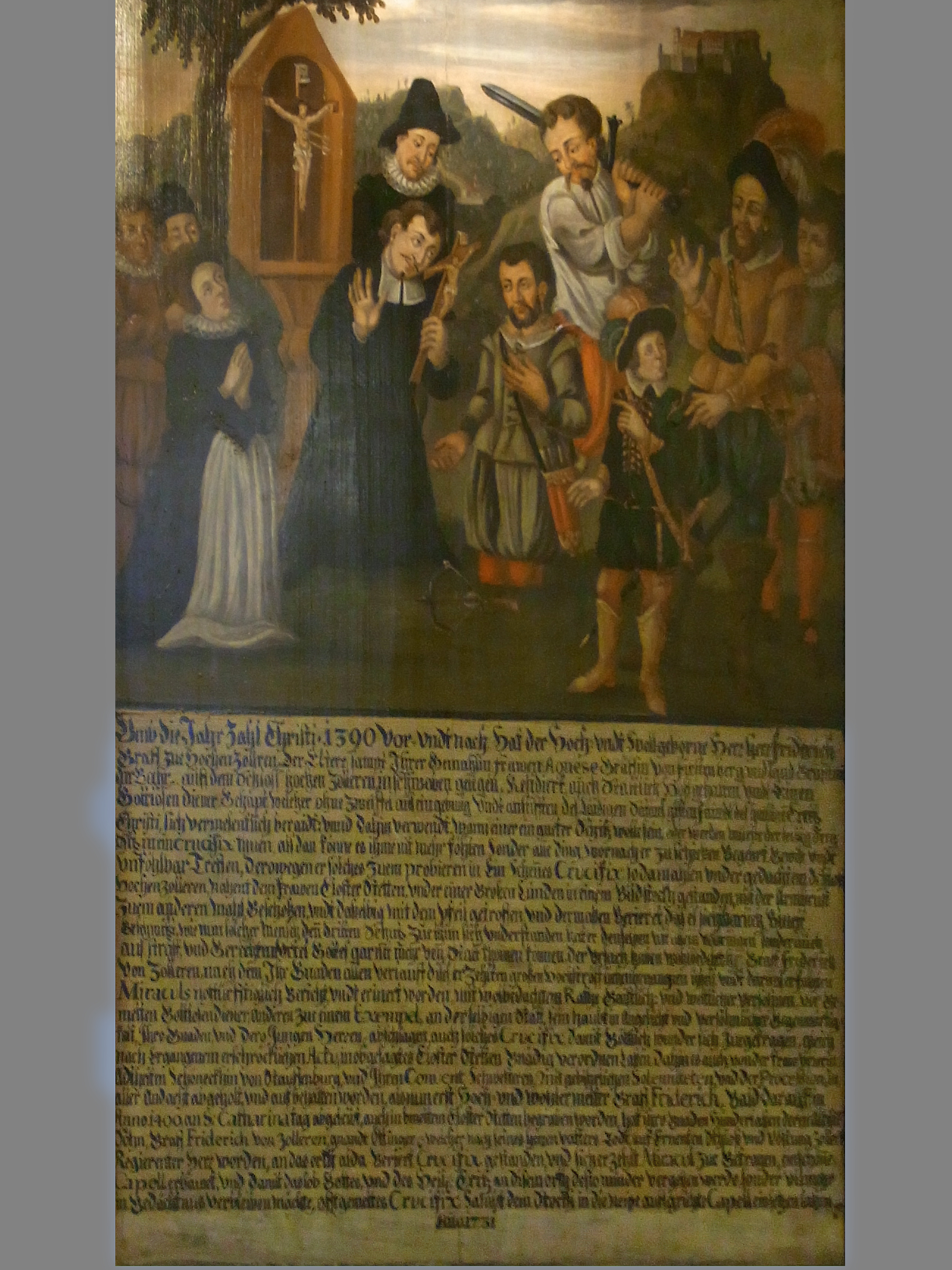
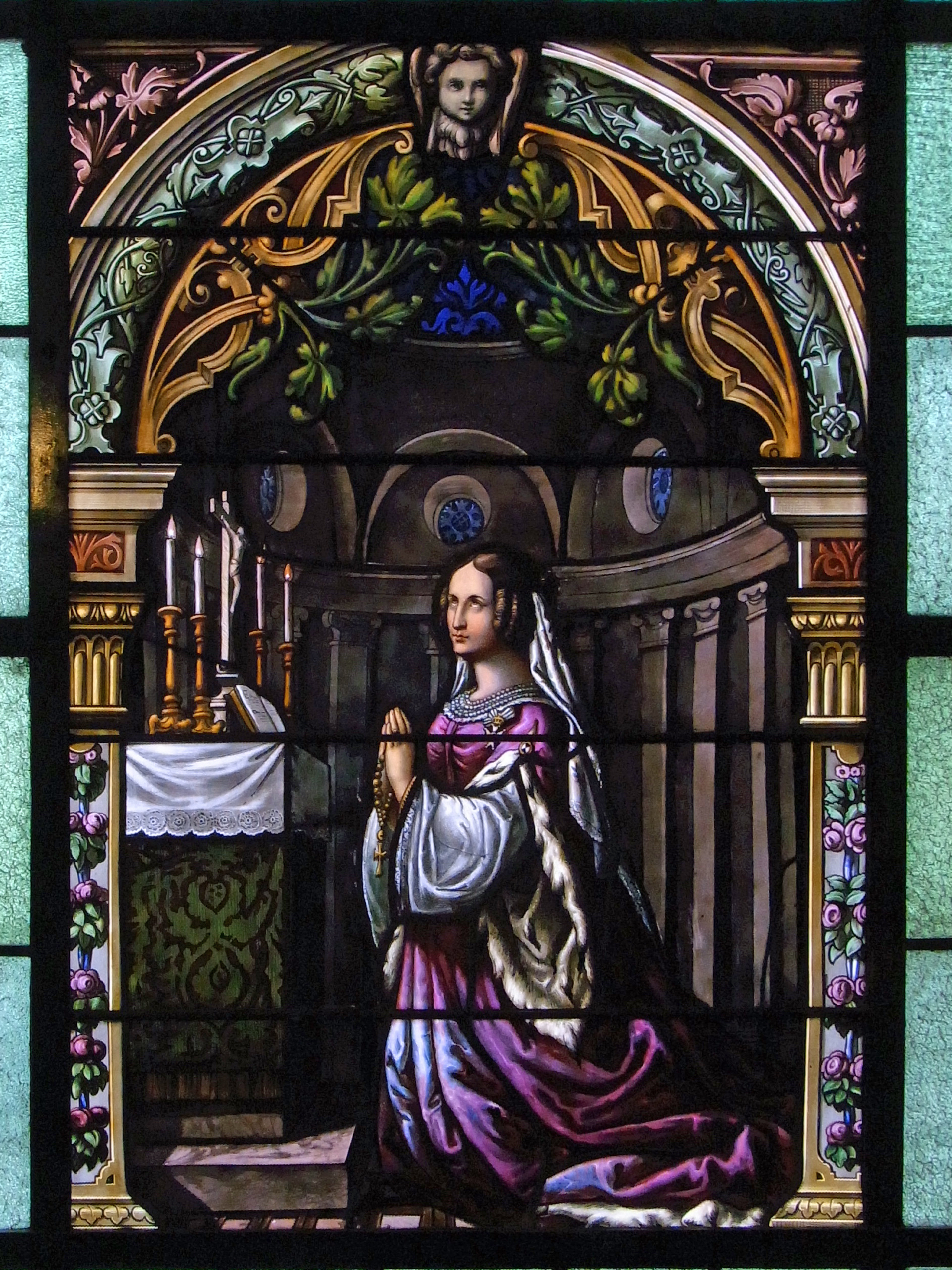
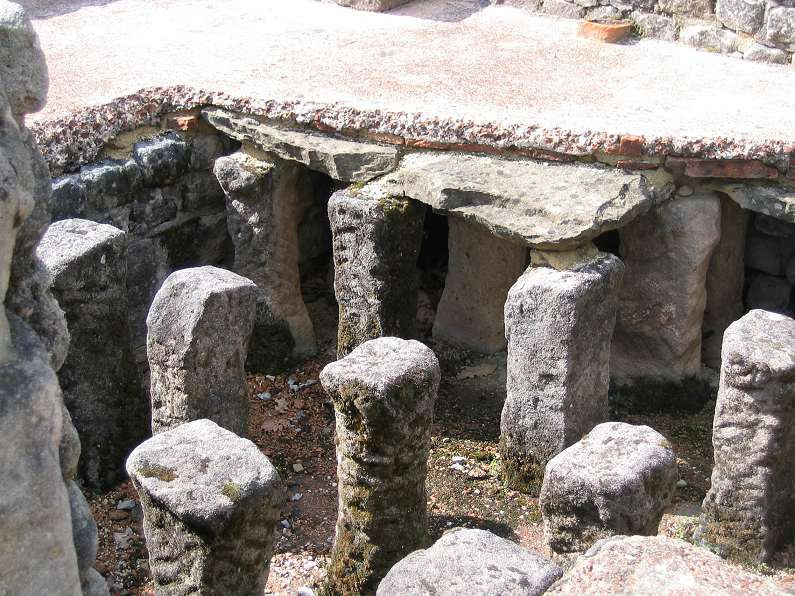
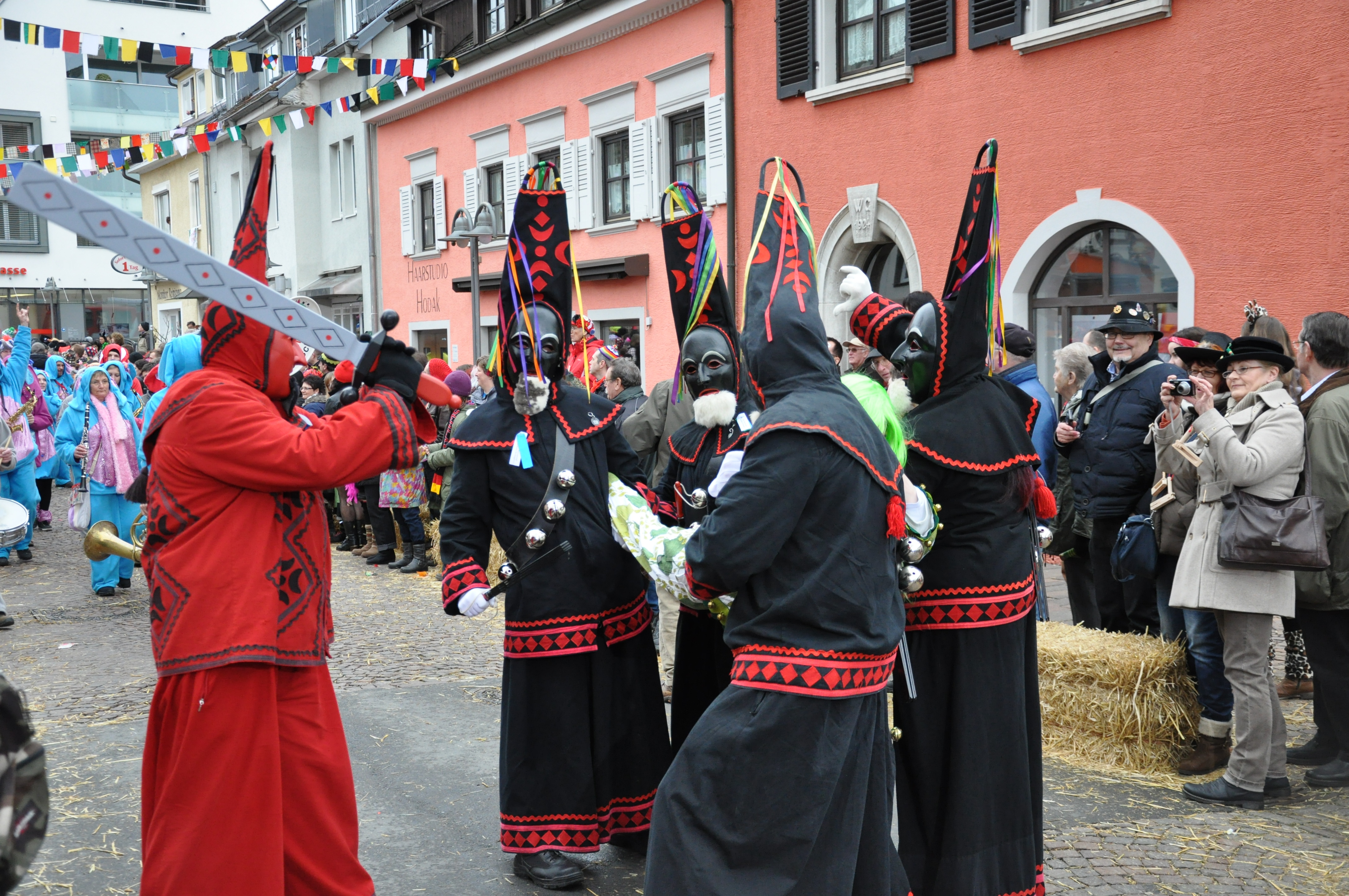
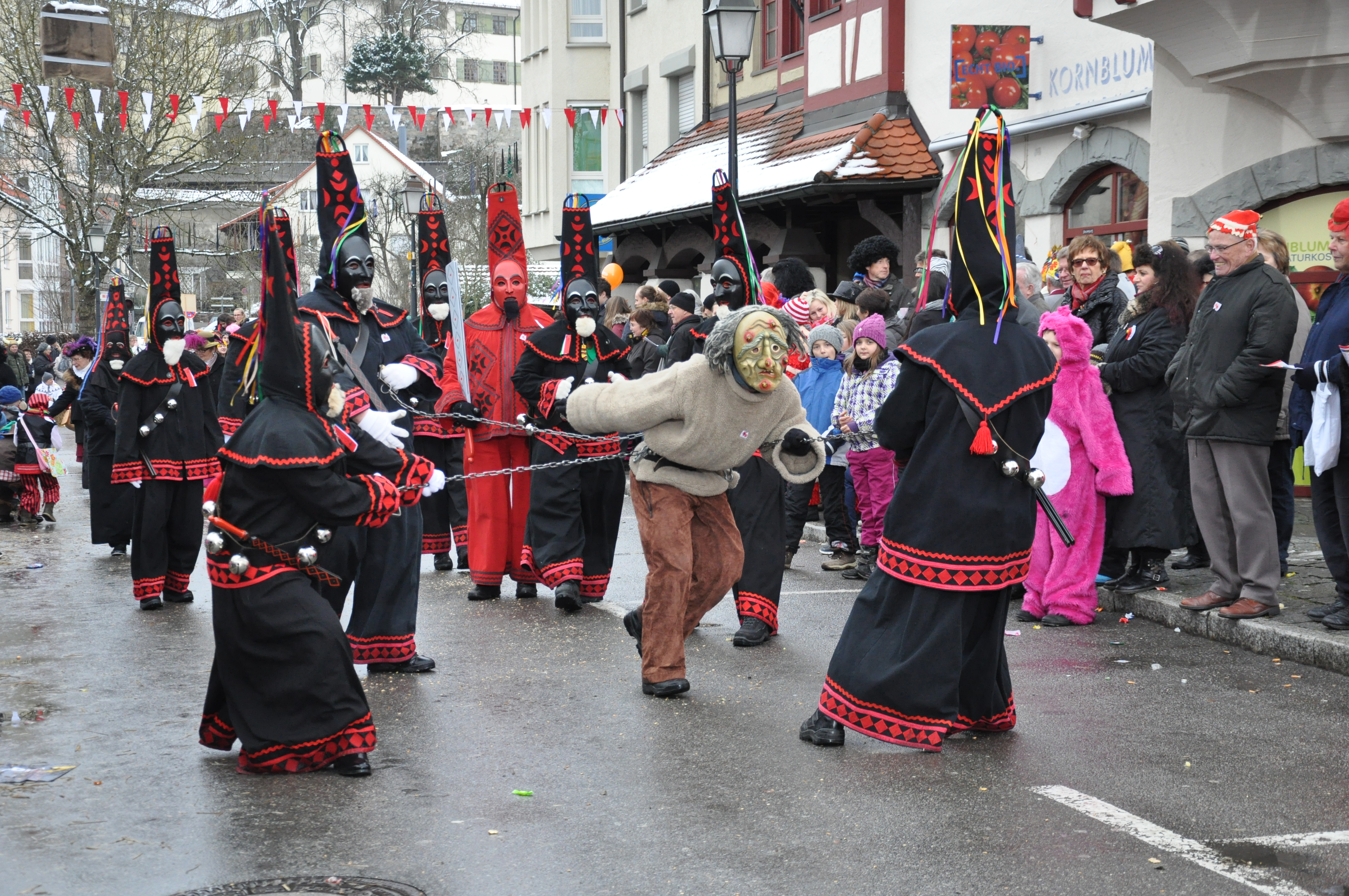

## Nevezetességek
- Alapítványi templom
- St. Luzen kolostortemplom
- A közeli Hohenzollern-kastély